# ديفيد جل
ديفيد الآن جل (5 أغسطس 1957) هو إداري تنفيذي بريطاني في مجال كرة القدم. شغل سابقاً منصب الرئيس التنفيذي لفريق مانشستر يونايتد ونائب رئيس الاتحاد الإنجليزي لكرة القدم. خدم جل أيضاً كنائب رئيس منظمة جي-14 للقارة الأوروبية حتى انتهاءها. شغل منصب في اللجنة التنفيذية للإتحاد الأوروبي منذ عام 2013 ميلادي. انتُخب جل كنائب رئيس للفيفا في عام 2015 ولكنه رفضه بسبب معارضته للرئيس بلاتر وذلك قبل استقالة الأخير إثر قضية الفساد التي طالت الفيفا عام 2015.

## مسيرته
ولد في مدينة ريدينج في مقاطعة بيركشاير البريطانية ودرس في تخصص الدراسات الاقتصادية الصناعية الإدارية في جامعة برمنغهام وتخرج منها عام 1978. حصل على مؤهل المحاسبة في عام 1981 مع برايس وتر هاووس كوبرز.و بعد عاميين قضاها في سان فرانسيسكو ترك الشركة في عام 1986 لينضم إلى شركة ذا بوك قروب منخرطاً في قسمها المالي. ثم إنتقل إلى شركة آفيس رنت أي كار سيستم في عام 1990. عمل بعد ذلك مديرًا ماليًا في شركة براود فووت بي ال سي العالمية والمتخصصة في مجال الاستشارات الإدارية (والتي كانت مدرجة على سوق لندن للأوراق المالية). بعد ذلك إنتقل إلى العمل مع فيرست شويس هوليديز بي ال سي والتي تعتبر ثالث أكبر مشغل سياحي في المملكة المتحدة قبل أن ينضم أخيراً إلى نادي مانشستر يونايتد في عام 1997.

### مانشستر يونايتد
انضم ديفيد دل إلى إدارة مانشستر يونايتد في عام 1997 كمدير مالي. في عام 2000 ترقى جل إلى منصب مساعد الرئيس التنفيذي مع المحافظة على صلاحياته كمدير مالي. وفي عام 2001 ترقى جل إلى منصب الرئيس التنفيذي لمجموعة مانشستر يونايتد مما وسع نطاق صلاحياته لتشمل إدارة النادي اليومية لمختلف العمليات المتعلقة بالشركة (متضمنةً عقود الرعاية والتسويق وتطوير الشركة والخدمات المالية والمؤتمرات والتموين والتذاكر والعضوية وممتلكات المجموعة).
في عام 2003 وبعد رحيل الرئيس السابق بيتر كينون إلى نادي تشيلسي الأنجليزي تم ترقية ديفيد جل إلى منصب الرئيس التنفيذي لمجموعة مانشستر يونايتد. وفي عام 2005 تم تعيينه كمرئيس تنفيذي مانشتر يونايتد ال تي دي والتي أصبحت تعتبرمن نوع شركة التوصية بالأسهم وذلك بعد استحواذ عائلة الجلايزر على النادي.
شغل ديفيد جل مناصب أخرى منها نائب رئيس اللجنة الإدارية لمجموعة الاربعتاعشرة الأوروبية والتي لم تعد موجودة الآن. مع ذلك تم انتخابه أيضاً في عام 2009 لمدة عاميين في منصب في مجلس الإدارة لرابطة الأندية الأوروبية وهي التي أنشئت لتحل محل مجموعة الأربعة عشر الأوروبية.
في 20 من فبراير 2013 أعلن مانشستر يونايتد عن ترك ديفيد جل لمنصبه كرئيس تنفيذي لمانشستر يونايتد بحلول صيف 2013, مع استمراره في مجلس الإدارة كمدير. تم إستبداله بنائب الرئيس الحالي لمانشستر يونايتد إد وودورد.

### اتحاد الكرة الإنجليزي
في الثاني من يونيو لعام 2006 تم انتخاب ديفيد جل في مجلس إدارة إتحاد الكرة الأنجليزي خلفاً لنائب رئيس نادي أرسنال الإنجليزي ديفيد ديين. حينها عبر جل عن سعادته بالعمل مع الأعضاء الآخرين في مجلس إدارة الاتحاد. واحدة من أول القضايا التي اضطر للتعامل معها كانت حادثة «النادي ضد المنتخب» والتي كانت متعلقة بإصابة القدم الاعب الإنجليزي واين روني في عام كأس العالم 2006.

في حادثة أخرى تم الإيحاء عليها من قبل رافائيل بينيتز المدرب لنادي ليفربول الإنجليزي في تلك الفترة عن احتمالية وجود تعارض مصالح لديفيد جل بين دوره كرئيس تنفيذي لفريق مانشستر يونايتد ودوره كعضو في مجلس إدارة الاتحاد الإنجليزي مما دفع ديفيد جل للرد على هذه الإدعاءات بقوله أنه جرى ترشيحه من قبل رؤوساء الأندية الإنجليزية الأخرى. في أكتوبر من عام 2012 تم تعيين جل في منصب نائب رئيس الاتحاد الإنجليزي بديلاً للسير ديفيد ريتشاردز.
في يونيو من عام 2014 اقتطع ديفيد جل حديثاً لجوزيف بلاتر رئيس الفيفا آنذاك وخرج من الاجتماع معترضاً على وصف بلاتر للصحافة الإنجليزية بأنها «عنصرية» وذلك على خلفية الاتهامات الخطيرة التي نشرت على صحيفة الصنداي تايمز فيما يتعلق ترشيحات كأس العالم لكرة القدم 2018 و2022 .
طالب جل ومعه العديد من رؤوساء الإتحادات الأخرى الأوروبية بلاتر بالتنحي عن منصبه وعدم الترشح لخلافة خامسة في عام 2015 واصفاً تصرف بلاتر «بغير المقبول تماماً». 

### الاتحاد الأوروبي لكرة القدم
في مايو من عام 2013 تم انتخاب ديفيد جل لمنصب في اللجنة التنفيذية في الاتحاد الأوروبي لكرة القدم وذلك في اجتماع اليويفا في عام لندن حينما حصل على 35 صوتاً من الإتحادات الأعضاء لشغل ثمانِ مقاعد شاغرة.

### الفيفا
في مارس من عام 2015 تم ترشيح جل لشغل نائب رئيس الفيفا بدلاً عن الايرلندي الشمالي جيم بويس. وذلك لفترة أربعة أعوام.
بعد سلسة الإتهامات التي وجهت لتسع موظفين من الفيفا من ذوي المناصب العليا وخمس إداريين تنفيذيين فيما يعرف الآن بـقضية فساد الفيفا 2015 هدد جل بالاستقالة من منصبه الحديث في حالة إعادة انتخاب جوزيف بلاتر كرئيس للفيفا في خلافة خامسة أو في خالة عدم تقديمه للاستقالة.
فاز جوزيف بلاتر بولاية خامسة مما دفع جل مباشرة للرفض مباشرةً اعتراصاً على نظام جوزيف قائلاً في هذا الصدد «أنا بكل بساطةً لا يمكنني رؤية أي تغيير فعلي جيد لعالم كرة القدم ما دام السيد بلاتر مستمراً في منصبه»
في الثاني من يونيو وبعد أربعة أيامٍ من الاجتماع الخامس والستون للفيفا، أعلن جوزيف بلاتر فجأة تنحيه عن منصبه مما دفع ديفيد جل «لإعادة التفكير» في تقديمه للاستقالة حيث أنه لم يتقدم رسمياً بذلك.

## حياته الخاصة
لدى ديفيد جل ولدين هما آدم وأوليفر وبنتٌ واحدةُ اسمها جيسيكا. وقع اوليفر عقداً احترافياً مع مانشستر يونايتد في يوليو من عام 2009 ميلادي.